# Гюльві

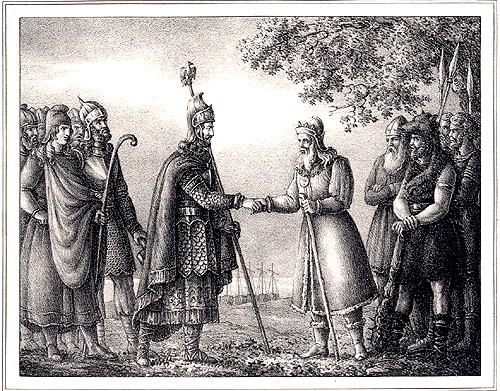
Гюльві вітає Одіна

Гюльві або Гюльфі (давньосканд. Gylfi, Gylfe, Gylvi, або Gylve) — найперший з відомих за сагами скандинавських правителів, міфічний конунг Швеції. Згадується в скандинавських текстах у зв'язку з тим, як його ошукали аси, та своїм стосункам з богинею Гевйон.

## Створення Зеланду
Згідно з легендою з розділу «Сага про Інглінгів» «Кола Земного» та поемою «Драпа про Рагнара», гюльві спокусила богиня гевйон, аби він віддав їй стільки землі, скільки вона зможе зорати за одну ніч. Отримавши дозвіл, богиня перетворила своїх синів на биків й відорала від Швеції величезний шмат землі, який став данським островом Зеландія.

## Зустріч з асами

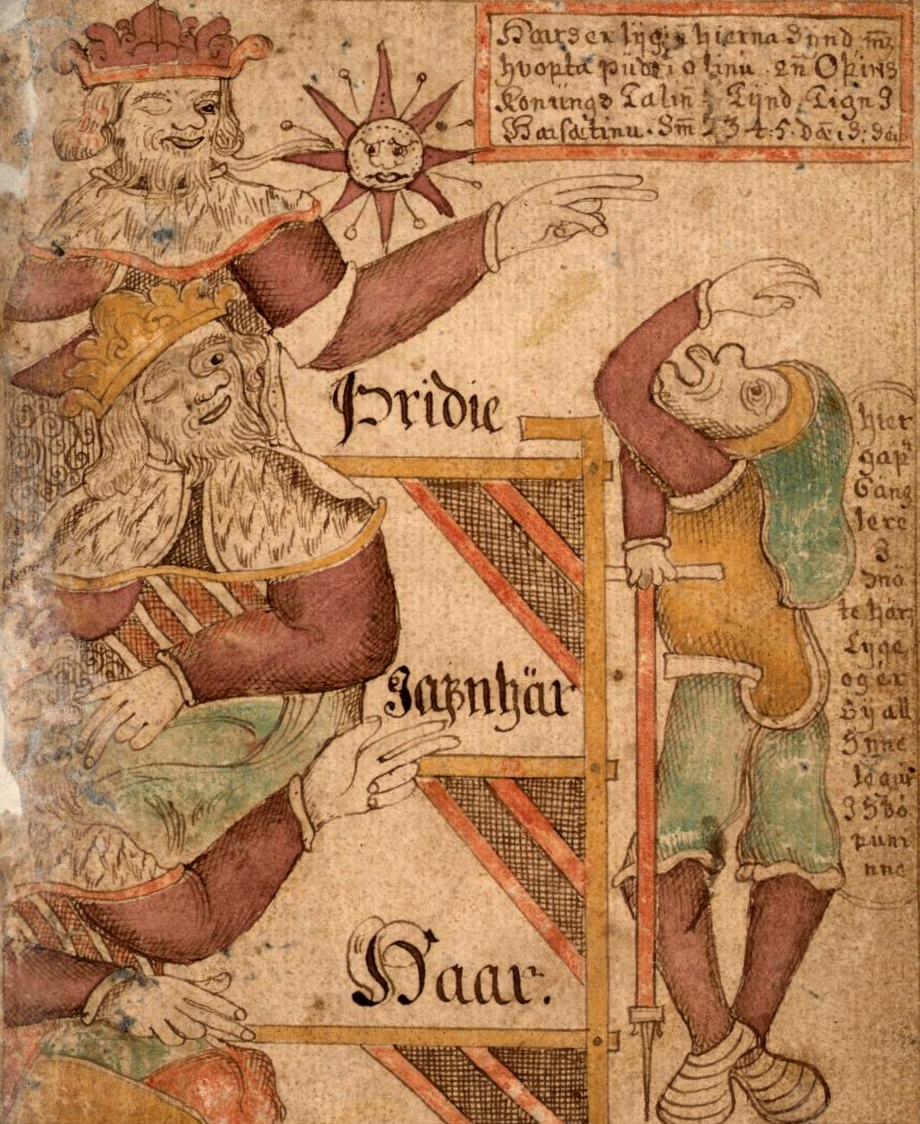
Гюльві ошукують, ісландський манускрипт SÁM 66

В обидвох джерелах, й у «Видінні Гюльві» з «Молодшої Едди», й у «Сазі про Інглінгів», розказано історію про те, як, припустимо, Одін та його народ аси й вани, які стали пізніше шведами, отримали нові землі, де вони збудували поселення Форнсігтуна (Давня Сігтуна). гюльві з населенням бронзової доби прийняли та адаптували релігію, яку поширювали аси.
Сноррі подає розуміння про скандинавську міфологію через діалог між Гюльві та трьома правителями асів. Так він показував, що аси ввели в оману Гюльві, нав'язавши йому свої релігійні погляди, звідки й назва цієї книги — «Омана Гюльві» (більш відома за іншим варіантом назви — «Видіння Гюльві»).
Хоча, можливо, Сноррі просто хотів зберегти для нащадків скандинавські міфи (які вже почали зникати під тиском нової релігії, адже являли собою лише усну традицію), й при цьому не входити в конфлікт з християнством, для чого подав аналіз змальованих подій саме крізь цю призму.
Імовірно, що Сноррі в своїй роботі грунтувався не лише на усній традиції, але й на давньому культі напівміфічного Гюльві.

## Інші згадки
В одній з версій «Саги про Гервьор та Гейдрека» конунг Гюльві видав заміж свою доньку Гейд (давньосканд. Heiðr) за Сиргламі, конунга Гардарікі. В Гейд та Сіргламі був син на ім'я Свафрламі, він змусив гномів Дваліна та Дуріна викувати чарівний меч Тюрфінг.